# TFF 3. Lig 2016/17
Die Spor Toto 3. Lig 2016/17 war die 16. Spielzeit der vierthöchsten türkischen Spielklasse im Fußball der Männer. Sie startete am 3. September 2016 mit dem 1. Spieltag und endete am 27. Mai 2017 mit den Play-off-Spielen zwischen den Zweit- bis Fünftplatzierten aller drei Gruppen.

## Austragungsmodus
Anders als in der Vorsaison wurde die Gesamtmannschaftszahl von 57 Mannschaften auf 55 Mannschaften reduziert. Eigentlich sollte die Gesamtmannschaftszahl auf 54 Mannschaften reduziert werden, jedoch konnte dieses Vorhaben nicht umgesetzt werden, da Cizrespor trotz Abstiegs unter Berücksichtigung besonderer Vorkommnisse in der Liga behalten wurde. Damit spielten diese 55 Mannschaften in zwei Gruppen mit jeweils 18 Mannschaften und in einer Gruppe mit 19 Mannschaften um den Aufstieg in die TFF 2. Lig bzw. gegen den Abstieg in die regionale Amateurliga. Die Einteilung der Liga wurde nicht regionalspezifisch durchgeführt. In der ersten Etappe, der normalen Ligaphase, stiegen alle Erstplatzierten direkt in die TFF 2. Lig auf, während die drei letztplatzierten Teams der Gruppen mit 18 Mannschaften und die vier letztplatzierten Teams der Gruppe mit 19 Mannschaften in die Bölgesel Amatör Lig abstiegen. Die Einteilung der Mannschaften in die jeweiligen Gruppen wurde per Auslosung am 30. Juni 2016 in den zentralen Trainingsanlagen des türkische Fußballverband im Istanbuler Stadtteil Beykoz bestimmt. Die Auslosung des Spielplanes der Spielzeit wurde am 26. Juli 2016 an gleicher Stelle gezogen. Ferner wurde in der ersten Etappe, der normalen Ligaphase, auch ermittelt, welche Teams sich für die zweite Etappe, für die Playoff-Phase, qualifiziert hatten. Die Zweit- bis Fünftplatzierten aller Gruppen qualifizierten sich für die Playoffs.
In der Playoff-Phase wurden die letzten drei Aufsteiger per K.-o.-System bestimmt. Dabei wurden für jede Gruppe eine separate Playoff-Runde durchgeführt. In jeder dieser Playoff-Runde wurde jeweils ein Aufsteiger ausgespielt. Die Halbfinalbegegnungen wurden mit Hin- und Rückspiel entschieden und bildeten damit eine Regeländerung zur letzten Saison, in der die Halbfinalbegegnungen mit einer Begegnung in einer für alle teilnehmenden Mannschaften neutralen Städten entschieden wurden, dar. Die Play-off-Finalbegegnungen wurden hingegen wie letztes Jahr mit einer Partie entschieden und fanden in für alle teilnehmenden Mannschaften neutralen Städten statt.

## Teilnehmer
Zum Saisonbeginn kamen zu den von der vorherigen Saison verbliebenen 38 Mannschaften die sechs Absteiger Bayrampaşaspor, Pazarspor, Orduspor, Kartalspor, Ankara Demirspor, Tarsus İdman Yurdu und die neun Aufsteiger Afjet Afyonspor, Kütahyaspor, Elaziz Belediyespor, Kocaelispor, Türk Metal Kırıkkalespor, Erbaaspor, Halide Edip Adıvar SK, Muğlaspor, 12 Bingölspor aus der Bölgesel Amatör Lig hinzu.
Die Gesamtmannschaftszahl sollte mit dieser Spielzeit von 57 mit je 19 Mannschaften in drei Gruppen auf insgesamt 54 mit je 18 Mannschaften in drei Gruppen reduziert werden. Da aber mit Cizrespor ein Absteiger aus der Vorsaison aufgrund außerordentlichen Umständen in der Liga behalten wurde, wurde die Gesamtmannschaftszahl auf 55 Mannschaften, d. h. zwei Gruppen mit je 18 Mannschaften und eine Gruppe mit 19 Mannschaften, reduziert.

## Saisonverlauf

### Ligaphase
Sancaktepe Belediyespor aus der 1. Gruppe übernahm am 7. Spieltag von Altay İzmir die Tabellenführung und beendete die Saison am 36. Spieltag, dem vorletzten Spieltag der Gruppe, sicherte sich die Meisterschaft und damit den direkten Aufstieg in die TFF 2. Lig. Damit nahm der Verein zum ersten Mal in seiner neunjährigen Vereinsgeschichte an der dritthöchsten türkischen Spielklasse teil.
Bodrum Belediyesi Bodrumspor aus der 2. Gruppe spielte die gesamte Saison mit Silivrispor und Düzcespor um die Tabellenführung. Nachdem die Herbstmeisterschaft an Silivrispor vergeben war, übernahm die Mannschaft am 22. Spieltag vom neuen Tabellenführer Düzcespor die Tabellenführung und sicherte sich am 32. Spieltag durch einen 2:0-Heimsieg über Derincespor die Meisterschaft und damit den direkten Aufstieg in die TFF 2. Lig. Damit kehrte der Verein nach 22-jähriger Abstinenz wieder in die dritte türkische Liga zurück. In der Gruppe 3 übernahm Afjet Afyonspor am 10. Spieltag die Tabellenführung, sicherte sich erst die Herbstmeisterschaft und durch einen 4:1-Heimsieg am 32. Spieltag gegen Ankara Demirspor vorzeitig die Meisterschaft. Damit kehrte der Verein nach fünf Jahren wieder in die 2. Lig zurück.
Aus der 1. Gruppe verfehlten die beiden Istanbuler Vereine Kartalspor, Beylerbeyi SK, außerdem Kütahyaspor und Manavgatspor den Klassenerhalt und stiegen in den Amateurfußball ab. Während die beiden letzten auf eine kurze Teilnahme in der 3. Lig zurückblickten, verabschiedeten sich mit den Traditionsvereinen Kartalspor und Beylerbeyi zwei langjährige Mitglieder vom türkischen Profifußball.
In der Gruppe 2 stiegen die Vereine Dersimspor, Derincespor und Türk Metal Kırıkkalespor ab.
Aus der 3. Gruppe verfehlte der finanziell stark angeschlagene nordanatolische Verein Orduspor, der in die Saison mit einem 9-Punkteabzug gestartet war, bereits Wochen vor Saisonende den Klassenerhalt.
Am 31. Spieltag stand mit Denizli Büyükşehir Belediyespor und am letzten Spieltag mit dem Istanbuler Klub Maltepespor der letzte Absteiger der Gruppe 3 fest.
Mit 20 Ligatoren holte sich İlyas Kubilay Yavuz von Tarsus İdman Yurdu die Torschützenkrone der TFF 3. Lig.

### Playoffphase
Mit dem Erreichen der Tabellenplätze zwei bis fünf qualifizierten sich Altay İzmir, Ankara Demirspor, Kocaelispor, Çorum Belediyespor (Gruppe 1), Erbaaspor, Silivrispor, Manisa Büyükşehir Belediyespor, Çatalcaspor (Gruppe 2) und Sakaryaspor, Darıca Gençlerbirliği, Diyarbekirspor, Bayrampaşaspor (Gruppe 3) für die Teilnahme an den Playoffs.
Da am letzten Spieltag die für die Playoff-Teilnahme entscheidende Partie Dersimspor-Çatalcaspor nicht stattfand, konnte der Tabellenvierte der Gruppe 2 erst nicht ermittelt werden. So wurden die Playoff-Gruppe dieser Gruppe, bis es bzgl. der Dersimspor-Çatalcaspor ein Ergebnis bekanntgegeben wird, bis auf weiteres verschoben. Die Begegnung Dersimspor-Çatalcaspor wurde auf den 13. Mai 2017 neu angesetzt und endete mit einem 3:1-Auswärtssieg Çatalcaspors. Dadurch qualifizierte sich dieser Verein für die Playoffs der Gruppe 2. Die Playoff-Begegnungen wnrden auf den 18. und 22. Mai 2017 abgesetzt.
Die Play-offs beendeten Altay İzmir (Gruppe 1), Silivrispor (Gruppe 2) und Sakaryaspor (Gruppe 3) als Sieger und stiegen in die 2. Lig auf.

## Mannschaften 2016/17

### Gruppe 1
| Mannschaft                    | Stadt        | Gründung | In der Liga seit | Letzte Saison | Stadion                      | Kapazität |
| ----------------------------- | ------------ | -------- | ---------------- | ------------- | ---------------------------- | --------- |
| 24 Erzincanspor               | Refahiye     | 1984     | 2012             | 8.            | Erzincan 13 Şubat Stadı      | 6.000     |
| Altay İzmir                   | Izmir        | 1914     | 2015             | 11.           | Menemen Şehir Stadı          | 2.000     |
| Ankara Demirspor (Absteiger)  | Ankara       | 1932     | 2016             | 017. 1        | Cebeci İnönü Stadı           | 37.0000   |
| Bayburt Grup İl Özel İdare GS | Bayburt      | 2009     | 2014             | 2.            | Bayburt Gençosman Stadı      | 5.000     |
| Beylerbeyi SK                 | Istanbul     | 1911     | 2009             | 5.            | Beylerbeyi 75. Yıl Stadı     | 5.500     |
| Karacabey Birlikspor          | Karacabey    | 2008     | 2005             | 12.           | Nilüfer Stadı                | 2.000     |
| Cizrespor                     | Cizre        | 1972     | 2015             | 19.           | Cizre Ilçe Stadyumu          | 1.000     |
| Çorum Belediyespor            | Çorum        | 1997     | 2012             | 4.            | Dr. Turhan Kılıçcıoğlu Stadı | 11.2630   |
| Erzin Belediyespor            | Erzin        | 1978     | 2014             | 6.            | Erzin İlçe Stadı             | 3.000     |
| Gölcükspor                    | Gölcük       | 1984     | 2002             | 6.            | Şirinköy Stadı               | 5.000     |
| Kartalspor (Absteiger)        | Istanbul     | 1949     | 2016             | 016. 1        | Kartal Stadion               | 7.195     |
| Kızılcabölükspor              | Kızılcabölük | 1982     | 2013             | 2.            | Tavas İlçe Stadı             | 0540      |
| Kocaelispor (Aufsteiger)      | İzmit        | 1966     | 2016             | 01. 2         | İsmetpaşa-Stadion            | 16.7500   |
| Kozan Belediyespor            | Kozan        | 1955     | 2015             | 15.           | Kozan İsmet Atlı Stadı       | 2.000     |
| Kütahyaspor (Aufsteiger)      | Kütahya      | 1966     | 2012             | 01. 2         | Dumlupınar Stadı             | 12.0000   |
| Manavgatspor                  | Evrenseki    | 2008     | 2011             | 13.           | Evrenseki Stadı              | 2.000     |
| Sancaktepe Belediyespor       | Istanbul     | 2008     | 2010             | 8.            | Hakan Şükür Stadı            | 7.000     |
| Tekirdağspor                  | Tekirdağ     | 1967     | 2015             | 8.            | Namık Kemal Stadı            | 4.900     |
| Van BB                        | Van          | 1982     | 2011             | 15.           | Van Atatürk Stadı            | 10.5000   |

| Cizrespor |

| Karacabey Birlikspor |

| Kocaelispor |

| Manavgatspor |

| Tekirdağspor |

| Van BB |

| 24Erzincanspor |

| Erzin Belediyespor |

| Altay İzmir |

| Bayburt Grup İl Özel İdare GS |

| Çorum Belediyespor |

| Gölcükspor |

| Kızılcabölükspor |

| Kozan Belediyespor |

| Kütahyaspor |

| Ankara Demirspor |

| Vereine in Istanbul: Sancaktepe Belediyespor Beylerbeyi SK Kartalspor |

### Gruppe 2
| Mannschaft                            | Stadt     | Gründung | In der Liga seit | Letzte Saison | Stadion                     | Kapazität |
| ------------------------------------- | --------- | -------- | ---------------- | ------------- | --------------------------- | --------- |
| Batman Petrolspor                     | Batman    | 1960     | 2006             | 12.           | Batman 16 Mayıs Stadı       | 4.900     |
| BB Bodrumspor                         | Bodrum    | 1931     | 2015             | 3.            | Bodrum İlçe Stadı           | ?         |
| Çatalcaspor                           | Çatalca   | 1942     | 2014             | 11.           | Çatalca Ziy Altınoğlu Stadı | 6.150     |
| Dardanelspor                          | Çanakkale | 1966     | 2014             | 10.           | 18 Mayıs Stadı              | 12.6920   |
| Derincespor                           | Derince   | 1995     | 2012             | 10.           | İsmetpaşa Stadyumu          | 16.7500   |
| Dersimspor                            | Tunceli   | 2009     | 2015             | 9.            | Tunceli Atatürk Stadı       | 1.200     |
| Düzcespor                             | Düzce     | 1984     | 2015             | 13.           | 18 Temmuz Stadyumu          | 5.000     |
| Erbaaspor (Aufsteiger)                | Erbaa     | 1947     | 2016             | 01. 2         | Erbaa İlçe Stadı            | 3.000     |
| Halide Edip Adıvar SK (Aufsteiger)    | Istanbul  | 2008     | 2016             | 01. 2         | Vefa Stadı                  | 6.500     |
| Kemerspor 2003                        | Kemer     | 2003     | 2009             | 7.            | Dr. Fehmi Öncel Stadı       | 12.390    |
| Kırıkhanspor                          | Kırıkhan  | 1938     | 2009             | 9.            | Kırıkhan İlçe Stadı         | 6.500     |
| Manisa BB                             | Manisa    | 1994     | 2015             | 15.           | Mümin Özkasap Spor Tesisi   | 1.000     |
| Pazarspor (Absteiger)                 | Pazar     | 1973     | 2016             | 017. 1        | Alparslan-Türkeş-Stadion    | 16.7500   |
| Silivrispor                           | Silivri   | 1957     | 2012             | 14.           | Silivri Stadı               | 3.000     |
| Tire 1922 Spor                        | Tire      | ?        | 2014             | 3.            | Tire 4 Eylül Stadı          | 5.000     |
| Türk Metal Kırıkkalespor (Aufsteiger) | Kırıkkale | 1967     | 2016             | 01. 2         | Fikret-Karabudak-Stadion    | 3.500     |
| Yeşil Bursa SK                        | Bursa     | 1974     | 2007             | 7.            | Veledrom Stadı              | 10.0000   |
| Yomraspor                             | Yomra     | 1968     | 2016             | 13.           | Yomra İlçe Stadı            | 0850      |

| Batman Petrolspor |

| BB Bodrumspor |

| Çatalcaspor |

| Dardanelspor |

| Derincespor |

| Dersimspor |

| Düzcespor |

| Erbaaspor |

| Halide Edip Adıvar SK |

| Kemerspor 2003 |

| Kırıkhanspor |

| Manisa BB |

| Pazarspor |

| Silivrispor |

| Tire 1922 Spor |

| TM Kırıkkalespor |

| Yeşil Bursa SK |

| Yomraspor |

### Gruppe 3
| Mannschaft                       | Stadt          | Gründung | In der Liga seit | Letzte Saison | Stadion                     | Kapazität |
| -------------------------------- | -------------- | -------- | ---------------- | ------------- | --------------------------- | --------- |
| 12 Bingölspor (Aufsteiger)       | Bingöl         | 2012     | 2016             | 01. 2         | Bingöl Şehir Stadı          | 3.000     |
| Ankara Adliyespor                | Ankara         | 1993     | 2013             | 5.            | Hasan Doğan Stadı           | 10.0000   |
| Afjet Afyonspor (Aufsteiger)     | Afyonkarahisar | 2013     | 2016             | 01. 2         | Afyon Arena                 | 15.0000   |
| Bayrampaşaspor (Absteiger)       | Istanbul       | 1959     | 2012             | 016. 1        | Çetin-Emeç-Stadion          | 3.500     |
| Bergama Belediyespor             | Bergama        | 1970     | 2012             | 14.           | 14 Eylül Stadı              | 2.000     |
| Darıca Gençlerbirliği            | Darıca         | 1934     | 2009             | 7.            | Darıca İlçe Stadı           | 6.000     |
| Denizli BB                       | Denizli        | 1981     | 2013             | 9.            | Doğan Seyfi Atlı Stadı      | 2.000     |
| Diyarbekirspor                   | Diyarbakır     | 2010     | 2013             | 2.            | Diyarbakır Atatürk Stadı    | 12.9630   |
| Düzyurtspor                      | Trabzon        | 1986     | 2015             | 5.            | Yavuz-Selim-Stadion         | 1.820     |
| Elaziz Belediyespor (Aufsteiger) | Elazığ         | 2016     | 2016             | 01. 2         | Elazığ Atatürk Stadı        | 13.9230   |
| Maltepespor                      | Istanbul       | 1923     | 2011             | 10.           | Maltepe Hasan Polat Stadı   | 6.000     |
| Muğlaspor (Aufsteiger)           | Muğla          | 1969     | 2016             | 01. 2         | Muğla Atatürk Stadı         | 7.755     |
| Orduspor (Absteiger)             | Ordu           | 1967     | 2015             | 018. 1        | Ordu 19 Eylül Stadı         | 16.5000   |
| Orhangazispor                    | Orhangazi      | 1982     | 2005             | 6.            | Orhangazi İlçe Stadı        | 2.000     |
| Payasspor                        | Payas          | 1975     | 2013             | 14.           | Payaş İlçe Stadı            | 2.000     |
| Sakaryaspor                      | Adapazarı      | 1965     | 2016             | 12.           | Sakarya Atatürk Stadı       | 13.4830   |
| Sultanbeyli Belediyespor         | Istanbul       | 1986     | 2015             | 11.           | Sultanbeyli Belediye Stadı  | 0200      |
| Tarsus İdman Yurdu (Absteiger)   | Tarsus         | 1923     | 2012             | 018. 1        | Burhanettin-Kocamaz-Stadion | 6.000     |

| 12 Bingölspor |

| Ankara Adliyespor |

| Afjet Afyonspor |

| Bergama Belediyespor |

| Darıca Gençlerbirliği |

| Denizli BB |

| Orhangazispor |

| Diyarbekirspor |

| Düzyurtspor |

| Elaziz Belediyespor |

| Muğlaspor |

| Orduspor |

| Payasspor |

| Sakaryaspor |

| Tarsus İdman Yurdu |

| Bayrampaşaspor Maltepespor Sultanbeyli Belediyespor |

## Statistiken

### Abschlusstabelle Gruppe 1
| Pl. | Verein                        | Sp. | S  | U  | N  | Tore    | Diff. | Punkte |
| --- | ----------------------------- | --- | -- | -- | -- | ------- | ----- | ------ |
| 1.  | Sancaktepe Belediyespor       | 36  | 20 | 12 | 4  | 052:220 | +30   | 72     |
| 2.  | Altay İzmir                   | 36  | 17 | 13 | 6  | 067:410 | +26   | 64     |
| 3.  | Ankara Demirspor (A)          | 36  | 17 | 13 | 6  | 054:350 | +19   | 64     |
| 4.  | Kocaelispor (N)               | 36  | 16 | 13 | 7  | 055:350 | +20   | 61     |
| 5.  | Çorum Belediyespor            | 36  | 16 | 10 | 10 | 046:290 | +17   | 58     |
| 6.  | Gölcükspor                    | 36  | 15 | 11 | 10 | 048:410 | +7    | 56     |
| 7.  | Kızılcabölükspor              | 36  | 13 | 13 | 10 | 042:370 | +5    | 52     |
| 8.  | Van BB                        | 36  | 12 | 12 | 12 | 036:420 | −6    | 48     |
| 9.  | 24Erzincanspor                | 36  | 12 | 12 | 12 | 042:360 | +6    | 48     |
| 10. | Bayburt Grup İl Özel İdare GS | 36  | 12 | 11 | 13 | 041:410 | ±0    | 47     |
| 11. | Kozan Belediyespor            | 36  | 11 | 12 | 13 | 041:440 | −3    | 45     |
| 12. | Erzin Belediyespor            | 36  | 12 | 9  | 15 | 043:530 | −10   | 45     |
| 13. | Cizrespor                     | 36  | 10 | 12 | 14 | 032:430 | −11   | 42     |
| 14. | Karacabey Birlikspor          | 36  | 10 | 10 | 16 | 059:610 | −2    | 40     |
| 15. | Tekirdağspor                  | 36  | 9  | 12 | 15 | 032:470 | −15   | 39     |
| 16. | Kartalspor (A)                | 36  | 11 | 6  | 19 | 033:470 | −14   | 39     |
| 17. | Beylerbeyi SK                 | 36  | 9  | 11 | 16 | 046:570 | −11   | 38     |
| 18. | Kütahyaspor (N)               | 36  | 8  | 11 | 17 | 038:630 | −25   | 35     |
| 19. | Manavgatspor                  | 36  | 4  | 13 | 19 | 027:600 | −33   | 25     |

Platzierungskriterien: 1. Punkte – 2. Direkter Vergleich (Punkte, Tordifferenz, geschossene Tore) – 3. Tordifferenz – 4. geschossene Tore

| (A) | Absteiger aus der TFF 2. Lig 2015/16           |
| (N) | Aufsteiger aus der Bölgesel Amatör Lig 2015/16 |

### Abschlusstabelle Gruppe 2
| Pl. | Verein                       | Sp. | S  | U  | N  | Tore    | Diff. | Punkte |
| --- | ---------------------------- | --- | -- | -- | -- | ------- | ----- | ------ |
| 1.  | BB Bodrumspor                | 34  | 19 | 8  | 7  | 059:310 | +28   | 65     |
| 2.  | Erbaaspor (N)                | 34  | 16 | 12 | 6  | 048:290 | +19   | 60     |
| 3.  | Silivrispor                  | 34  | 16 | 10 | 8  | 034:250 | +9    | 58     |
| 4.  | Manisa BB                    | 34  | 15 | 13 | 6  | 059:370 | +22   | 58     |
| 5.  | Çatalcaspor                  | 34  | 15 | 10 | 9  | 042:330 | +9    | 55     |
| 6.  | Düzcespor                    | 34  | 14 | 12 | 8  | 055:460 | +9    | 54     |
| 7.  | Halide Edip Adıvar SK (N)    | 34  | 15 | 8  | 11 | 046:390 | +7    | 53     |
| 8.  | Kırıkhanspor                 | 34  | 12 | 11 | 11 | 036:390 | −3    | 47     |
| 9.  | Kemerspor 2003               | 34  | 11 | 12 | 11 | 052:450 | +7    | 45     |
| 10. | Yomraspor                    | 34  | 10 | 14 | 10 | 028:290 | −1    | 44     |
| 11. | Tire 1922 Spor               | 34  | 11 | 10 | 13 | 041:460 | −5    | 43     |
| 12. | Batman Petrolspor            | 34  | 11 | 10 | 13 | 038:380 | ±0    | 43     |
| 13. | Yeşil Bursa SK               | 34  | 11 | 8  | 15 | 040:350 | +5    | 41     |
| 14. | Dardanelspor                 | 34  | 11 | 8  | 15 | 042:540 | −12   | 41     |
| 15. | Pazarspor (A)                | 34  | 11 | 6  | 17 | 034:460 | −12   | 39     |
| 16. | Dersimspor                   | 34  | 9  | 6  | 19 | 033:540 | −21   | 33     |
| 17. | Derincespor                  | 34  | 5  | 11 | 18 | 031:590 | −28   | 26     |
| 18. | Türk Metal Kırıkkalespor (N) | 34  | 4  | 11 | 19 | 028:610 | −33   | 23     |

Platzierungskriterien: 1. Punkte – 2. Direkter Vergleich (Punkte, Tordifferenz, geschossene Tore) – 3. Tordifferenz – 4. geschossene Tore

| (A) | Absteiger aus der TFF 2. Lig 2015/16           |
| (N) | Aufsteiger aus der Bölgesel Amatör Lig 2015/16 |

### Abschlusstabelle Gruppe 3
| Pl. | Verein                   | Sp. | S  | U  | N  | Tore    | Diff. | Punkte |
| --- | ------------------------ | --- | -- | -- | -- | ------- | ----- | ------ |
| 1.  | Afjet Afyonspor (N)      | 34  | 22 | 8  | 4  | 062:250 | +37   | 74     |
| 2.  | Sakaryaspor              | 34  | 20 | 8  | 6  | 066:270 | +39   | 68     |
| 3.  | Darıca Gençlerbirliği    | 34  | 21 | 5  | 8  | 060:280 | +32   | 68     |
| 4.  | Diyarbekirspor           | 34  | 18 | 6  | 10 | 054:430 | +11   | 60     |
| 5.  | Bayrampaşaspor (A)       | 34  | 15 | 11 | 8  | 052:380 | +14   | 56     |
| 6.  | Elaziz Belediyespor (N)  | 34  | 14 | 12 | 8  | 051:370 | +14   | 54     |
| 7.  | Düzyurtspor              | 34  | 14 | 8  | 12 | 042:340 | +8    | 50     |
| 8.  | Tarsus İdman Yurdu (A)   | 34  | 13 | 9  | 12 | 057:530 | +4    | 48     |
| 9.  | Ankara Adliyespor        | 34  | 12 | 6  | 16 | 038:490 | −11   | 42     |
| 10. | Muğlaspor (N)            | 34  | 11 | 9  | 14 | 041:540 | −13   | 42     |
| 11. | Orhangazispor            | 34  | 12 | 5  | 17 | 040:430 | −3    | 41     |
| 12. | Sultanbeyli Belediyespor | 34  | 10 | 10 | 14 | 038:490 | −11   | 40     |
| 13. | Bergama Belediyespor     | 34  | 10 | 9  | 15 | 031:440 | −13   | 39     |
| 14. | 12 Bingölspor (N)        | 34  | 9  | 12 | 13 | 031:420 | −11   | 39     |
| 15. | Payasspor                | 34  | 7  | 14 | 13 | 026:400 | −14   | 35     |
| 16. | Maltepespor              | 34  | 8  | 8  | 18 | 023:490 | −26   | 32     |
| 17. | Denizli BB               | 34  | 4  | 10 | 20 | 026:540 | −28   | 22     |
| 18. | Orduspor (A)             | 34  | 7  | 8  | 19 | 036:650 | −29   | 20     |

Platzierungskriterien: 1. Punkte – 2. Direkter Vergleich (Punkte, Tordifferenz, geschossene Tore) – 3. Tordifferenz – 4. geschossene Tore

| (A) | Absteiger aus der TFF 2. Lig 2015/16           |
| (N) | Aufsteiger aus der Bölgesel Amatör Lig 2015/16 |

## Play-offs

### Gruppe 1
- Hinspiele: 4. Mai 2017, 16:00 Uhr
- Rückspiele: 8. Mai 2017, 16:00 Uhr

|                    | Gesamt |                  | Hinspiel | Rückspiel |
| ------------------ | ------ | ---------------- | -------- | --------- |
| Çorum Belediyespor | 2:4    | Altay İzmir      | 2:0      | 0:4 n. V. |
| Kocaelispor        | 0:2    | Ankara Demirspor | 0:0      | 2:0       |

Finale
| Altay İzmir                               | Altay İzmir | Kocaelispor | Kocaelispor |
| ----------------------------------------- | --- | --- | ----------- |
| Altay İzmir                               | \| Playoff-Finale der Gruppe 1 \| \| 14. Mai 2017 in Antalya (Antalya Arena) \| \| Ergebnis: 1:1 n. V. (1:1, 0:1), 5:4 i. E. \| \| Schiedsrichter: Volkan Bayarslan \| \| Spielbericht \|                                                                               | \| Playoff-Finale der Gruppe 1 \| \| 14. Mai 2017 in Antalya (Antalya Arena) \| \| Ergebnis: 1:1 n. V. (1:1, 0:1), 5:4 i. E. \| \| Schiedsrichter: Volkan Bayarslan \| \| Spielbericht \|                                                                           | Kocaelispor |
| Altay İzmir                               | Aydın Bağ – Hayrullah Çelik, Necdet Kaba, Murat Türkkan – Kadir Yazıcı, İbrahim Ferdi Coşkun (72. Halil Yılmaz), mre Hasan Balcı (59. Abdülkadir Akyıldız), İbrahim Akın, İhsan Furkan Deniz – Halil Karataş (88. Atakan Çankaya), Murat Uluç Cheftrainer: Cüneyt Biçer | Can Emre Yücel – Kadir Öğe, Murat Soner Başak, Mesut Özdemir – Erol Durbakan, Hamza Mutlu (116. Mehmet Avcı Giren), Ali Keten, Burak Özbakır (81. Özgür Sürekçi), Mert Yavuz – Burak Süleyman, Sinan Pektemek (106. Oğuzhan Türkmen) Cheftrainer: Ümit Metin Yıldız | Kocaelispor |
| Altay İzmir                               | 1:1 Murat Uluç (62.) | 0:1 Burak Özbakır (38.) | Kocaelispor |
| Altay İzmir                               | Elfmeterschießen | | Kocaelispor |
| Altay İzmir                               | 1:0 Necdet Kaba 2:1 Murat Türkkan 3:2 Murat Uluç 4:3 Abdülkadir Akyıldız 5:4 İbrahim Akın | 1:1 Burak Süleyman 2:2 Mehmet Soner Başak 3:3 Kadir Öğe 4:4 Özgür Sürekçi Oğuzhan Türkmen | Kocaelispor |
| Altay İzmir                               | Kadir Yazıcı (40.), Halil Karataş (45.), Ferhat Yazgan (115.) | Mert Yavuz (50.), Erol Durbakan (54.), Murat Soner Başak (71.), Ali Keten (82.), Özgür Sürekçi (106.), Mehmet Avcı (120.) | Kocaelispor |
| Altay İzmir                               | Altay İzmir ist durch diesen Sieg in die TFF 2. Lig aufgestiegen | | Kocaelispor |
| Playoff-Finale der Gruppe 1               | | |             |
| 14. Mai 2017 in Antalya (Antalya Arena)   | | |             |
| Ergebnis: 1:1 n. V. (1:1, 0:1), 5:4 i. E. | | |             |
| Schiedsrichter: Volkan Bayarslan          | | |             |
| Spielbericht                              | | |             |

### Gruppe 2
- Hinspiele: 18. Mai 2017, 16:00 Uhr
- Rückspiele: 22. Mai 2017, 16:00 Uhr

|                                | Gesamt |             | Hinspiel | Rückspiel |
| ------------------------------ | ------ | ----------- | -------- | --------- |
| Çatalcaspor                    | 1:2    | Erbaaspor   | 1:0      | 0:2 n. V. |
| Manisa Büyükşehir Belediyespor | 0:3    | Silivrispor | 0:2      | 0:1       |

Finale
| Erbaaspor                                      | Erbaaspor | Silivrispor | Silivrispor |
| ---------------------------------------------- | --- | --- | ----------- |
| Erbaaspor                                      | \| Playoff-Finale der Gruppe 2 \| \| 27. Mai 2017 in Ankara (Ankara 19 Mayıs Stadı) \| \| Ergebnis: 0:1 (0:0) \| \| Schiedsrichter: Özgür Yankaya \| \| Spielbericht \|                                                                                        | \| Playoff-Finale der Gruppe 2 \| \| 27. Mai 2017 in Ankara (Ankara 19 Mayıs Stadı) \| \| Ergebnis: 0:1 (0:0) \| \| Schiedsrichter: Özgür Yankaya \| \| Spielbericht \|                                                                                    | Silivrispor |
| Erbaaspor                                      | Çağrı Can Tanrıbilir – Berk Kal, Muhammed Ali Kurt (71. Yunus Ünsal), Onur Şirin – Serkan Doğan (62. Hüseyin Durmuş), Hakan Doğru, Doğan Can Davas, Osman Bayrak, Kudret Kanoğlu – Sinan Akaydın, Furkan Karabatak (66. Emre Bayram) Cheftrainer: Ferruh Özgün | Cihan Topaloğlu – Güray Kula, Oğuz Yavuz, Oğulcan Enes Demiroğlu – Fuat Yaman, İbrahim Fatih Dilek, Yunus Yaşar, Güney Polat, İsmail Düzgün (62. Fahri Eren Pamuk) – Burak Seres (81. Bülent Demir), Aykut Sevim (87. Adem Çalık) Cheftrainer: Erdal İşkar | Silivrispor |
| Erbaaspor                                      | 0:1 İbrahim Fatih Dilek (69.) | | Silivrispor |
| Erbaaspor                                      | Hüseyin Durmuş (84.), Kudret Kanoğlu (90.) | Yunus Yaşar (44.), Güney Polat (55.), Güray Kula (90.) | Silivrispor |
| Erbaaspor                                      | Silivrispor ist durch diesen Sieg in die TFF 2. Lig aufgestiegen | | Silivrispor |
| Playoff-Finale der Gruppe 2                    | | |             |
| 27. Mai 2017 in Ankara (Ankara 19 Mayıs Stadı) | | |             |
| Ergebnis: 0:1 (0:0)                            | | |             |
| Schiedsrichter: Özgür Yankaya                  | | |             |
| Spielbericht                                   | | |             |

### Gruppe 3
- Hinspiele: 4. Mai 2017, 16:00 Uhr
- Rückspiele: 8. Mai 2017, 16:00 Uhr

|                | Gesamt    |                       | Hinspiel | Rückspiel |
| -------------- | --------- | --------------------- | -------- | --------- |
| Bayrampaşaspor | 0:5       | Sakaryaspor           | 0:1      | 0:4       |
| Diyarbekirspor | (a)2:2(a) | Darıca Gençlerbirliği | 1:0      | 1:2       |

Finale
| Sakaryaspor                                       | Sakaryaspor | Diyarbekirspor | Diyarbekirspor |
| ------------------------------------------------- | --- | --- | -------------- |
| Sakaryaspor                                       | \| Playoff-Finale der Gruppe 3 \| \| 14. Mai 2017 in Istanbul (Atatürk-Olympiastadion) \| \| Ergebnis: 2:1 n. V. (0:0, 0:0) \| \| Schiedsrichter: Halil Umut Meler \| \| Spielbericht \|                                                           | \| Playoff-Finale der Gruppe 3 \| \| 14. Mai 2017 in Istanbul (Atatürk-Olympiastadion) \| \| Ergebnis: 2:1 n. V. (0:0, 0:0) \| \| Schiedsrichter: Halil Umut Meler \| \| Spielbericht \|                                                                                       | Diyarbekirspor |
| Sakaryaspor                                       | Hüseyin Bilge – Zafer Aydoğdu, Fikret Topaloğlu, Burak Bekaroğlu – Serdar Ümit Deniz, Talha Mayhoş, Fatih Özçelik, Canberk Özdemir, Hüseyin Altuğ Taş (84. Ferhat Yazgan) – Coşkun Yılmaz, Erçağ Evirgen (98. Enes Ata) Cheftrainer: Osman Özdemir | Onur Bilgin – Fahrettin Bıyıklı, Eşref Korkmazoğlu (106. Enver Abdullah Filiz), Sefacan Taşkolu – Abdurrahman Emir Alagöz, Adem Aydın, Serdar Cansu, Mehmet Özdıraz, Hüseyin Bak (52. Enis Gül) – Serhat Baştan, Tunç Murat Behram (74. Ergun Cengiz) Cheftrainer: Ahmet Duman | Diyarbekirspor |
| Sakaryaspor                                       | 1:1 Coşkun Yılmaz (105.) 2:1 Coşkun Yılmaz (111.) | 0:1 Serhat Baştan (93.) | Diyarbekirspor |
| Sakaryaspor                                       | Burak Bekaroğlu (87.), Coşkun Yılmaz (113.), Ferhat Yazgan (115.) | Adem Aydın (37.), Mehmet Özdıraz (79.) | Diyarbekirspor |
| Sakaryaspor                                       | Fahrettin Bıyıklı (106.) | | Diyarbekirspor |
| Sakaryaspor                                       | Sakaryaspor ist durch diesen Sieg in die TFF 2. Lig aufgestiegen | | Diyarbekirspor |
| Playoff-Finale der Gruppe 3                       | | |                |
| 14. Mai 2017 in Istanbul (Atatürk-Olympiastadion) | | |                |
| Ergebnis: 2:1 n. V. (0:0, 0:0)                    | | |                |
| Schiedsrichter: Halil Umut Meler                  | | |                |
| Spielbericht                                      | | |                |

## Torschützenliste
Der Türkische Fußballverband (TFF) führt für alle drei Gruppen der TFF 3. Lig separate Torschützenlisten, bestimmt aber den Torschützenkönig aus einer einzigen zusammengefügten Torschützenliste. In der Liste werden nur die Tore im regulären Ligabetrieb gezählt. Tore die in der Playoffphase erzählt wurden, werden vom Fußballverband nicht in der Torschützenliste berücksichtigt.
| Pl. | Nat.   | Spieler             | Verein             | Tore |
| --- | ------ | ------------------- | ------------------ | ---- |
| 1   | Turkei | İlyas Kubilay Yavuz | Tarsus İdman Yurdu | 20   |
| 2.  | Turkei | Yakup Alkan         | Çorum Belediyespor | 19   |
| 3.  | Turkei | Umut Dilek          | Kemerspor 2003     | 18   |
| 4.  | Turkei | Fatih Şerifoğlu     | Afjet Afyonspor    | 17   |
| 4.  | Turkei | Güney Tutcuoğlu     | Ankara Demirspor   | 17   |
| 4.  | Turkei | Murat Uluç          | Altay İzmir        | 17   |